# Obrona Dunkierki
Obrona Dunkierki, bitwa o Dunkierkę (fr.: Bataille de Dunkerque) – starcie militarne na obrzeżach miasta Dunkierka w północnej Francji stoczone podczas II wojny światowej pomiędzy aliantami a nazistowskimi Niemcami od 26 maja do 4 czerwca 1940 roku.
Gdy losy kampanii francuskiej na froncie zachodnim były już przesądzone, czasowa obrona Dunkierki była konieczna, aby osłaniać ewakuujące się do Wielkiej Brytanii wojska brytyjskie i inne oddziały alianckie przed oddziałami Wehrmachtu.
Po zakończeniu dziwnej wojny Niemcy zaatakowali Francję 10 maja 1940 r. Na północnym wschodzie niemiecka Grupa Armii B zaatakowała Holandię i posunęła się na zachód, napotykając jedynie słaby opór. W odpowiedzi Naczelny Dowódca Sił Sojuszniczych, francuski generał Maurice Gamelin, zainicjował „Plan D” i wkroczył do Belgii, by zaatakować z boku Niemców w Holandii. Plan opierał się w dużej mierze na fortyfikacjach Linii Maginota wzdłuż granicy niemiecko-francuskiej, lecz siły Wehrmachtu zajęły już większość Holandii, zanim przybyły siły francuskie. Gamelin wobec tego skierował siły pod swoim dowództwem – trzy armie zmechanizowane, francuską 1 i 7 Armię oraz Brytyjskie Siły Ekspedycyjne do rzeki Dijle. 14 maja niemiecka Grupa Armii A przedarła się przez Ardeny i szybko posunęła się na zachód w kierunku Sedanu, a następnie skręciła na północ w stronę kanału La Manche, korzystając z planu feldmarszałka Ericha von Mansteina Sichelschnitt (znanego też jako plan Mansteina) w ramach niemieckiej strategii Fall Gelb (niem. „Wariant Żółty”), skutecznie flankując siły alianckie.
Seria alianckich kontrataków – w tym bitwa pod Arras – nie zdołała  zatrzymać niemieckiej szpicy ataku, która dotarła do wybrzeża 20 maja, odcinając Brytyjczyków w pobliżu Armentières oraz francuską 1 Armię i wojska belgijskie dalej na północ, od większości wojsk francuskich operujących na południe od niemieckiego wyłomu. Po dotarciu do kanału, siły niemieckie skierowały się na północ wzdłuż wybrzeża, grożąc zajęciem portów i uwięzieniem aliantów, zanim zdążą ewakuować się do Wielkiej Brytanii.
W jednej z najbardziej kontrowersyjnych decyzji II wojny światowej Niemcy wstrzymali natarcie na Dunkierkę. Wbrew powszechnemu przekonaniu to, co stało się znane jako „rozkaz zatrzymania się”, nie pochodziło od Adolfa Hitlera. Generałowie Gerd von Rundstedt i Günther von Kluge zasugerowali, aby siły niemieckie wokół kotła w Dunkierce zaprzestały natarcia na port i skonsolidowały siły, aby zapobiec spodziewanej próbie przebicia się aliantów z okrążenia. Hitler jedynie zatwierdził tę decyzję 24 maja przy wsparciu Oberkommando der Wehrmacht. Armia miała się zatrzymać na trzy dni, co dało aliantom wystarczająco dużo czasu na zorganizowanie ewakuacji Dunkierki i zbudowanie linii obronnej. Podczas gdy uratowano ponad 330 000 żołnierzy alianckich, brytyjskie i francuskie wojska poniosły ciężkie straty w walkach i zostały zmuszone do porzucenia prawie całego swojego sprzętu. Sam Brytyjski Korpus Ekspedycyjny stracił około 68 000 żołnierzy podczas kampanii francuskiej.

## Preludium
10 maja 1940 roku Winston Churchill został premierem Wielkiej Brytanii. Do 26 maja Brytyjski Korpus Ekspedycyjny i francuska 1 Armia zostały uwięzione w korytarzu prowadzącym do morza, głębokim na około 97 km i szerokim na 24 km. Większość sił brytyjskich nadal znajdowała się wokół Lille, ponad 64 km od Dunkierki, a Francuzi dalej na południe. Otaczały ich dwie potężne armie niemieckie. Grupa Armii B generała Fedora von Bocka znajdowała się na wschodzie, a Grupa Armii A generała Gerda von Rundstedta na zachodzie. Obaj oficerowie zostali później za swoje działania w kampanii francuskiej awansowani na feldmarszałków.

## Rozkaz zatrzymania się
24 maja Hitler odwiedził kwaterę główną generała von Rundstedta w Charleville. Teren wokół Dunkierki uznano za nieodpowiedni dla działań sił pancernych. Von Rundstedt zaproponował, aby piechota zaatakowała siły brytyjskie pod Arras, gdzie Brytyjczycy okazali się zdolni do znaczącego kontrataku, podczas gdy czołgi Ewalda von Kleista miały utrzymywać linię na zachód i południe od Dunkierki, aby rzucić się na siły alianckie wycofujące się przed Grupą Armii B. Hitler, który znał osobiście bagna Flandrii z czasów I wojny światowej, zgodził się. Rozkaz ten pozwolił Niemcom skonsolidować kontrolowane terytorium i przygotować się do natarcia na południe przeciwko pozostałym siłom francuskim.
Dowódca Luftwaffe Hermann Göring poprosił o możliwość zaatakowania sił alianckich w Dunkierce. Zniszczenie aliantów zostało więc początkowo przydzielone siłom powietrznym, podczas gdy niemiecka piechota zorganizowana w Grupie Armii B. Von Rundstedt nazwała to później „jednym z największych punktów zwrotnych wojny”.

Prawdziwy powód decyzji o wstrzymaniu niemieckiej broni pancernej 24 maja jest nadal przedmiotem dyskusji. Jedna z teorii głosi, że von Rundstedt i Hitler zgodzili się zachować siły pancerne na wypadek Fall Rot, operacji na południu. Możliwe, że bliższe więzi Luftwaffe niż armii z partią nazistowską przyczyniły się do zatwierdzenia przez Hitlera prośby Göringa. Inna teoria – do której obecnie przychyla się niewielu historyków – głosi, że Hitler nadal próbował zawrzeć separatystyczny pokój z Wielką Brytanią przed operacją Barbarossa, inwazją na Związek Radziecki. Chociaż von Rundstedt po wojnie wyraził swoje podejrzenia, że Hitler mógł chcieć „pomóc Brytyjczykom uciec”, na podstawie rzekomej pochwały Imperium Brytyjskiego z ust führera podczas jego wizyty w kwaterze von Rundstedta, nie ma na to praktycznie żadnych, innych dowodów, a Hitler prawdopodobnie chciał odciążyć samego w swoim ostatnim oświadczeniu. Historyk Brian Bond napisał: 

Niewielu historyków zgadza się obecnie z poglądem, że zachowanie Hitlera wypływało z chęci wypuszczenia Brytyjczyków z pułapki, by zaakceptowali dzięki temu gestowi propozycję zawarcia pokoju. Prawdą jest, że w swoim politycznym testamencie z 26 lutego 1945 r. Hitler ubolewał, że Churchill „nie był w stanie docenić sportowego ducha”, w jakim powstrzymał się on od unicestwienia Brytyjskich Sił Ekspedycyjnych pod Dunkierką, ale nie zgadza się to ze współcześnie znanymi dokumentami. Dyrektywa nr 13, wydana przez Kwaterę Główną 24 maja, wezwała swoje wojska do unicestwienia sił francuskich, angielskich i belgijskich znajdujących się w kotle, podczas gdy Luftwaffe otrzymała rozkaz, aby zapobiec ucieczce wojsk brytyjskich przez kanał

Bez względu na powody decyzji Hitlera, Niemcy z przekonaniem wierzyli, że wojska alianckie są skazane na zagładę. Amerykański dziennikarz William Shirer doniósł 25 maja: „Niemieckie kręgi wojskowe tego wieczoru ujęły to wprost. Powiedzieli, że los wielkiej armii alianckiej uwięzionej we Flandrii jest przesądzony”. Dowódca Brytyjskich Sił Ekspedycyjnych, Lord Gort, wyraził podobne stanowisko, pisząc do Anthony’ego Edena: „Nie mogę ukrywać przed wami, że duża część Brytyjskich Sił Ekspedycyjnych i ich wyposażenia nieuchronnie przepadnie, i to w najlepszym przypadku”.
Hitler uchylił „rozkaz zatrzymania się” dopiero wieczorem 26 maja. Uzyskane w ten sposób trzy dni dały Royal Navy dużo czasu na zorganizowanie ewakuacji wojsk brytyjskich i alianckich. Około 338 000 żołnierzy zostało uratowanych w ciągu 11 dni, pośród nich około 215 000 Brytyjczyków i 123 000 Francuzów, z których 102 250 uciekło na brytyjskich okrętach.

## Bitwa

### „Walczyć z powrotem na zachód”

Mapa bitwy

26 maja Anthony Eden powiedział generałowi Lordowi Gortowi, że być może będzie musiał „walczyć z powrotem na zachód” i rozkazał mu przygotować plany ewakuacji, ale bez mówienia o tym Francuzom czy Belgom. Gort przewidział zamówienie, a wstępne plany były już gotowe. Pierwszy taki plan, dotyczący obrony kanału Leie, nie mógł zostać zrealizowany z powodu niemieckiego natarcia 26 maja, kiedy to 2 i 50 dywizja zostały przygwożdżone, a 1, 5 i 48 Dywizja pod ciężkim atakiem. 2 Dywizja poniosła ciężkie straty, próbując utrzymać otwarty korytarz, została zredukowana do siły brygady, ale udało im się; 1, 3, 4 i 42 Dywizje uciekły korytarzem tego dnia, podobnie jak około jedna trzecia francuskiej 1 Armii. Gdy alianci się cofali, wyłączyli artylerię i pojazdy oraz zniszczyli ich zapasy.
27 maja Brytyjczycy walczyli z powrotem na granicy Dunkierki. Tego samego dnia miała miejsce masakra w Le Paradis; 3 Dywizja Pancerna SS „Totenkopf” zamordowała 97 brytyjskich i francuskich jeńców w pobliżu kanału La Bassée. Brytyjscy jeńcy pochodzili z 2. batalionu Królewskiego Pułku Norfolk, wchodzącego w skład 4 Brygady 2 Dywizji. Esesmani ustawili ich w szeregu pod ścianą stodoły i rozstrzelali z karabinów maszynowych; przeżyły tylko dwie osoby. W tym samym czasie Luftwaffe zrzucało bomby i ulotki propagandowe na wojska alianckie. Zawierały one mapę sytuacyjną i tekst po angielsku oraz po francusku: „Brytyjscy żołnierze! Spójrzcie na mapę: przedstawia twoją prawdziwą sytuację! Twoje wojska są całkowicie otoczone – przestań walczyć! Rzuć broń!”. Niemcom praktycznie pozbawionym floty desantowej kanał La Manche wydawał się być barierą nie do przebycia, wierzyli więc, że alianci są otoczeni; Brytyjczycy jednak postrzegali morze jako drogę ewakuacji.
Oprócz bomb Luftwaffe, również niemiecka ciężka artyleria (która dopiero zbliżyła się do Dunkierki na tyle, by miasto znalazło się w jej zasięgu) strzelała pociskami odłamkowo-burzącymi w stronę Dunkierki. Poza żołnierzami, w mieście zginęło ponad 1000 francuskich cywilów. Bombardowanie trwało aż do zakończenia ewakuacji.

### Bitwa pod Wijtschate
Lord Gort wysłał generała porucznika Ronalda Adama, dowodzącego III Korpusem, aby zbudował perymetr obronny wokół Dunkierki. Generał porucznik Alan Brooke, dowódca II Korpusu, miał przeprowadzić akcję opóźniającą z 3, 4, 5 i 50 Dywizją wzdłuż kanału Ypres–Comines aż do rzeki Yser, podczas gdy reszta Brytyjskich Sił Ekspedycyjnych wycofywała się. Bitwa pod Wijtschate, za granicą Belgii, była najtrudniejszą akcją bojową, z jaką Brooke musiał się zmierzyć w roli dowódcy II Korpusu.
26 maja Niemcy dokonali rozpoznania walką pozycji brytyjskich. W południe 27 maja przypuścili atak na pełną skalę z udziałem trzech dywizji na południe od Ypres. Rozpoczęła się chaotyczna walka, w której widoczność była słaba z powodu zalesionego lub miejskiego terenu, a komunikacja mocno ograniczona, ponieważ Brytyjczycy w tamtym czasie nie używali radia poniżej poziomu batalionu, a przewody telefoniczne zostały przecięte przez przeciwnika. Niemcy zastosowali taktykę rozdzielania oddziałów brytyjskich, które zostały następnie pobite w pojedynkę.
Najcięższe walki toczyły się w sektorze 5 Dywizji. Jeszcze 27 maja Brooke rozkazał dowódcy 3 Dywizji, generałowi Bernardowi Montgomery’emu, rozszerzyć linię swojej dywizji w lewo, uwalniając w ten sposób 10 i 11 Brygadę, obie z 4 Dywizji, aby mogły się przyłączyć do 5 Dywizji na grzbiecie Messines. 10 Brygada przybyła jako pierwsza, stwierdzając na miejscu, że wróg posunął się tak daleko, iż zbliżał się do pozycji brytyjskiej artylerii polowej. Jednak wchodząc pomiędzy nich, 10 i 11 Brygada oczyściła grzbiet Messines z Niemców i do 28 maja okopali się na wschód od Wytschaete.
Tego dnia Brooke zarządził kontratak. Na jego czele miały pójść dwa bataliony, 3. batalion Pułku Grenadierów Gwardii i 2. batalion Pułku North Staffordshire, oba z 1 Dywizji generała majora Harolda Alexandra. North Staffords posunęli się aż do rzeki Kortekeer, podczas gdy Grenadierzy dotarli do samego kanału, ale nie byli w stanie utrzymać pozycji. Kontratak przeszkodził Niemcom, spowalniając nieco tempo ich ofensywy, podczas gdy Brytyjskie Siły Ekspedycyjne dalej się wycofywały.

### Akcja w Poperinge
Droga powrotna z pozycji Brooke’a do Dunkierki prowadziła przez miasto Poperinge (wymieniane w większości brytyjskich źródeł z błędem, jako „Poperinghe”), gdzie znajdowało się wąskie gardło na moście nad kanałem Yser. Większość głównych dróg w okolicy zbiegała się na tym moście. 27 maja Luftwaffe bombardowała powstały korek drogowy przez dwie godziny, niszcząc lub unieruchamiając około 80 proc. brytyjskich pojazdów. Kolejny nalot Luftwaffe, w nocy z 28 na 29 maja, został przeprowadzony przy świetle flar oraz ogni a  z płonących pojazdów. W szczególności brytyjska 44 Dywizja musiała porzucić wiele dział i ciężarówek, tracąc prawie cały ciężki sprzęt między Poperinge a Mont.
Niemiecka 6 Dywizja Pancerna prawdopodobnie była w stanie 29 maja zniszczyć 44 Dywizję pod Poperinge, odcinając w ten sposób również 3 i 50 Dywizję. Historyk i autor Julian Thompson nazywa „zdumiewającym” to, że Niemcy tego nie zrobili, jednak ich siły były rozproszone, atakując pobliskie miasto Cassel.

### Kapitulacja Belgii
Lord Gort rozkazał generałowi Adamowi, dowodzącemu III Korpusem, i francuskiemu generałowi Fagalde przygotować perymetr obronny wokół Dunkierki. Linia obrony była półokrągła, z żołnierzami francuskimi w sektorze zachodnim i wojskami brytyjskimi na wschodzie. Biegła wzdłuż belgijskiego wybrzeża od Nieuwpoort na wschodzie przez Veurne, Bulskamp i Bergues do Gravelines na zachodzie. Linia została umocniona tak silnie, jak to było możliwe w danych okolicznościach. 28 maja wojska belgijskie walczące na rzece Lys (Leie) pod dowództwem króla Leopolda III poddały się. To stworzyło 32-kilometrową lukę we wschodniej flance wojsk Gorta pomiędzy Brytyjczykami a morzem. Brytyjczycy byli zaskoczeni kapitulacją Belgii, mimo że król Leopold powiadomił ich o tym z góry. Jako monarcha konstytucyjny Leopold podjął decyzję o kapitulacji bez konsultacji z rządem belgijskim, co doprowadziło do jego potępienia przez premierów Belgii i Francji, Huberta Pierlota i Paula Reynauda. Gort wysłał nadszarpnięte walkami 3, 4 i 50 Dywizje, aby wypełnić przestrzeń, którą zajmowali wcześniej Belgowie.

### Obrona perymetru

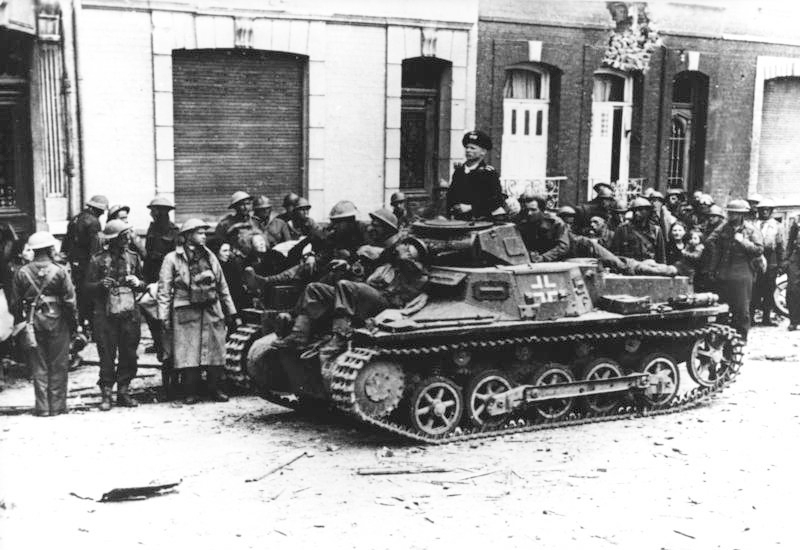
Brytyjscy jeńcy wojenni przy niemieckim czołgu Panzer I

Kiedy wciąż zajmowali pozycje, wpadli prosto na niemiecką 256 Dywizję Piechoty, która próbowała oskrzydlić wojska Gorta. Samochody pancerne 12 Pułku Ułanów zatrzymały Niemców pod samym Nieuwpoort. Przez cały dzień 28 maja na całym perymetrze toczyła się chaotyczna walka. Dowodzenie i kontrola po stronie brytyjskiej uległy dezintegracji, a wojska alianckie powoli cofały się do wewnątrz, w kierunku Dunkierki.
W międzyczasie niemiecki generał Erwin Rommel otoczył pięć dywizji francuskiej 1 Armii niedaleko Lille. Chociaż Francuzi zostali całkowicie odcięci i byli przytłoczenie liczebnie, walczyli przez cztery dni pod dowództwem generała Molinié w oblężeniu Lille, w ten sposób zatrzymując siedem niemieckich dywizji przed ostatecznym atakiem na Dunkierkę i ratując około 100 000 żołnierzy alianckich. W uznaniu zażartej obrony garnizonu, niemiecki generał Kurt Waeger oddał honory francuskim żołnierzom, gdy maszerowali obok niego do niewoli w szyku paradnym, z karabinami na ramionach.
Obrona perymetru Dunkierki trwała od 29 do 30 maja, a alianci stopniowo się wycofali. 31 maja Niemcy znowu omal nie przedarli się pod Nieuwpoort. Sytuacja stała się tak rozpaczliwa, że dwóch dowódców brytyjskich batalionów obsadziło karabin maszynowy Bren, z których jeden strzelał, a drugi zmieniał magazynki. Kilka godzin później 2. batalion Pułku Coldstream Guards z 3 Dywizji rzucił się, aby wzmocnić linię obrony w pobliżu Veurne, gdzie zostały rozgromione wojska brytyjskie. Gwardziści przywrócili porządek, strzelając do niektórych uciekających żołnierzy, a innych dźgając bagnetami. Ostatecznie wojska brytyjskie wróciły na linię, a niemiecki atak został odparty.
Po południu Niemcy przerwali linię obrony w pobliżu kanału w Bulskamp, ale bagnisty teren po drugiej stronie cieku wodnego i sporadyczny ostrzał Pułku Lekkiej Piechoty Durham zatrzymały ich. Gdy zapadła noc, Niemcy zgromadzili siły do kolejnego ataku na Nieuwpoort. Osiemnaście bombowców RAF przyłapało Niemców, gdy jeszcze się przygotowywali i rozproszyło ich celnym nalotem bombowym.

## Odwrót do Dunkierki
Również 31 maja generał Georg von Küchler objął dowództwo nad wszystkimi siłami niemieckimi pod Dunkierką. Jego plan był prosty: zaatakować na całej linii frontu o godzinie 11:00 1 czerwca. Co dziwne, von Kuechler zignorował przechwycony meldunek radiowy, mówiący o tym, że Brytyjczycy porzucili wschodni kraniec linii obronnej, aby wycofać się do samej Dunkierki. W nocy z 31 maja na 1 czerwca kapitan Marcus Ervine-Andrews zdobył pierwszy Krzyż Wiktorii nadany w czasie II wojny światowej, broniąc samodzielnie 910 m linii okopów.
Ranek 1 czerwca był pogodny, zapewniając dobrą pogodę do latania, w przeciwieństwie do złych warunków, które utrudniała operacje lotnicze w dniach 30 i 31 maja. Chociaż Churchill obiecał Francuzom, że Brytyjczycy będą osłaniać ich odwrót, na ziemi to Francuzi utrzymywali linię obrony, kiedy ostatni żołnierze brytyjscy we Francji zostali ewakuowani. Wytrzymując skoncentrowany ogień niemieckiej artylerii i bombardowania Luftwaffe, przytłoczeni liczebnie Francuzi nie ustępowali. 2 czerwca (w dniu, w którym ostatnie jednostki brytyjskie opuściły Francję), Francuzi zaczęli powoli się cofać, a do 3 czerwca Niemcy byli już 3,2 km od centrum Dunkierki. Noc z 3 na 4 czerwca była ostatnim aktem ewakuacji wojsk alianckich. O godz. 10:20 4 czerwca Niemcy podnieśli flagę za swastyką nad dokami w Dunkierce, z których uciekło tak wiele wojsk brytyjskich i francuskich.
Rozpaczliwy opór sił alianckich, zwłaszcza francuskich, w tym 12 Dywizji Piechoty Zmotoryzowanej z Fort des Dunes, pozwolił zyskać czas na ewakuację większości żołnierzy. Wehrmacht schwytał prawie wszystkich z pozostałych na lądzie 35 000 żołnierzy; większość z nich była Francuzami. Ci ludzie osłaniali ewakuację do ostatniej chwili i nie zdążyli wejść na pokład alianckich okrętów. Taki sam los spotkał ocalałych z francuskiej 12 Dywizji Piechoty Zmotoryzowanej; zostali oni wzięci do niewoli rankiem 4 czerwca na plaży Malo-les-Bains. Sztandar francuskiego 150 Pułku Piechoty został spalony, aby nie wpadł w ręce wroga.

## Ewakuacja
Ministerstwo Wojny podjęło decyzję o ewakuacji wojsk brytyjskich 25 maja. W ciągu dziewięciu dni, od 27 maja do 4 czerwca, uciekło z Francji 338 226 żołnierzy, w tym 139 997 francuskich, polskich i belgijskich wraz z niewielką liczbą żołnierzy holenderskich na pokładzie 861 jednostek pływających (z czego 243 zostały zatopione podczas operacji). Historyk Basil Liddell Hart napisał, że RAF stracił 106 samolotów nad Dunkierką, a Luftwaffe około 135, z których część została zestrzelona omyłkowo przez bratobójczy ogień Marine nationale i Royal Navy. MacDonald napisał w 1986 r., że straty brytyjskie wyniosły 177 samolotów, a straty niemieckie 240.
Doki w Dunkierce były zbyt poważnie uszkodzone, aby można było z nich korzystać, ale wschodnie i zachodnie molo pozostały nienaruszone. Kapitan William Tennant, odpowiedzialny za ewakuację, postanowił wykorzystać plaże i wschodnie molo do przyjmowania statków. Ten bardzo udany pomysł ogromnie zwiększył liczbę żołnierzy, których można było zaokrętować każdego dnia; tylko 31 maja na pokład weszło ponad 68 000 ludzi.
Ostatni żołnierz armii brytyjskiej wyruszył 3 czerwca, a o godzinie 10:50 Tennant dał znak admirałowi Bertramowi Ramsayowi, by nadał meldunek: „Operacja zakończona. Wracajcie do Dover”. Churchill nalegał na powrót po Francuzów, a Royal Navy popłynęła w ostatnim rejsie do Francji 4 czerwca, aby uratować jak najwięcej francuskich żołnierze straży tylnej. Tego ostatniego dnia ewakuowano ponad 26 000 francuskich żołnierzy, lecz od 30 000 do 40 000 kolejnych zostało pozostawionych na lądzie i schwytanych przez Niemców. W czasie ewakuacji zginęło około 16 000 żołnierzy francuskich i 1 000 brytyjskich. 90% zabudowy Dunkierki uległo zniszczeniu podczas działań bojowych.

## Następstwa

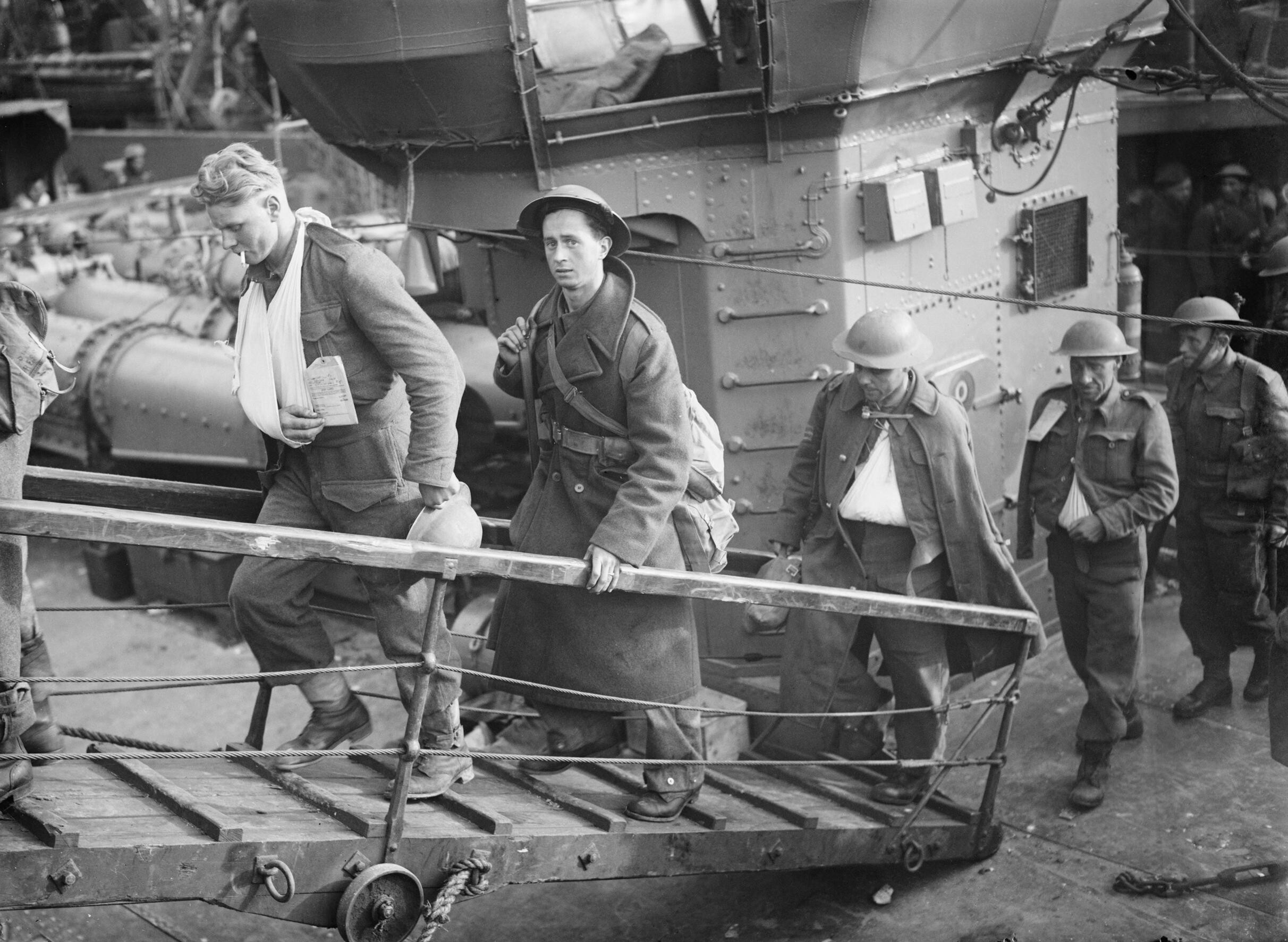
Brytyjscy żołnierze ewakuowani z Dunkierki w Dover, 31 maja 1940 r.

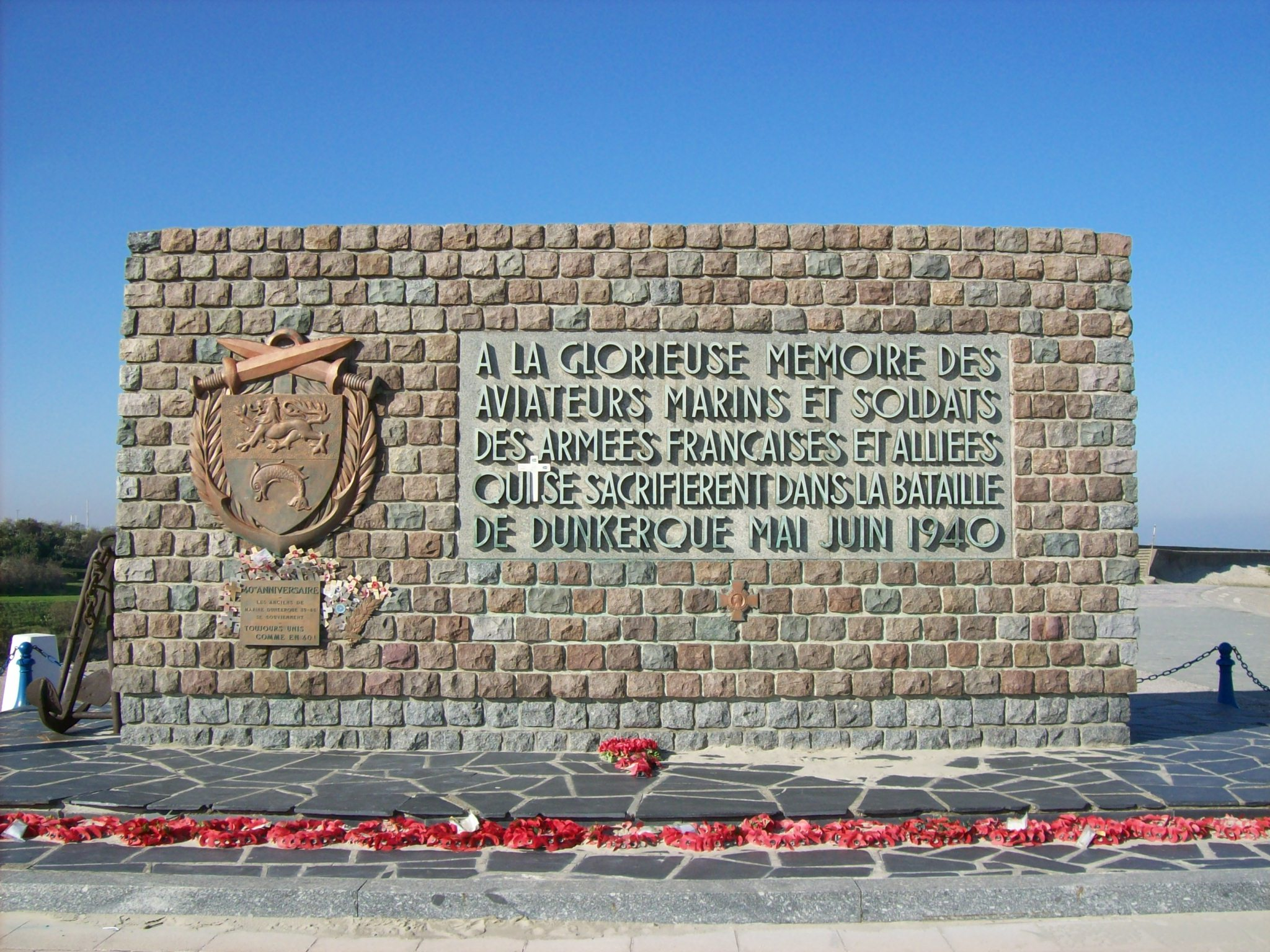
Pomnik bitwy pod Dunkierką

Po wydarzeniach pod Dunkierką siły niemieckie przegrupowały się przed rozpoczęciem operacji Fall Rot, drugiej fazy kampanii francuskiej, ofensywy skierowanej na południe, która rozpoczęła się 5 czerwca. Chociaż francuscy żołnierze, którzy zostali ewakuowani pod Dunkierką, wrócili do ojczyzny kilka dni później, aby powstrzymać niemieckie natarcie, a dwie nowe brytyjskie dywizje zaczęły przemieszczać się do Francji, próbując utworzyć drugie siły ekspedycyjne, 14 czerwca podjęto decyzję o wycofaniu wszystkich pozostałych żołnierzy brytyjskich w ramach ewakuacji zwanej operacją Ariel. Do 25 czerwca prawie 192 000 członków personelu alianckiego, w tym 144 000 Brytyjczyków, zostało ewakuowanych przez różne francuskie porty. Chociaż armia francuska walczyła dalej, wojska niemieckie wkroczyły do Paryża 14 czerwca. Rząd francuski został zmuszony do wynegocjowania rozejmu w Compiègne 22 czerwca.
Straty materialne na plażach były ogromne. We Francji pozostawiono między innymi ogromne zapasy amunicji, 880 dział polowych, 310 dział dużego kalibru, około 500 dział przeciwlotniczych, około 850 dział przeciwpancernych, 11 000 karabinów maszynowych, prawie 700 czołgów, 20 000 motocykli oraz 45 000 samochodów osobowych oraz ciężarowych. Armia brytyjska potrzebowała miesięcy na przywrócenie normalnego działania systemu zaopatrzeniowego, a wprowadzenie do służby niektórych planowanych rodzajów nowego sprzętu i uzbrojenia zostały wstrzymane, podczas gdy wszystkie zasoby przemysłowe skoncentrowano na uzupełnianiu strat. Dowódcy nakazali żołnierzom wycofującym się z Dunkierki, aby spalili lub w inny sposób unieruchomili swoje ciężarówki, aby nie mogły zostać wykorzystane jako zdobycz wojenna przez Niemców. Brak pojazdów wojskowych po Dunkierce był tak poważny, że Royal Army Service Corps posunął się do odzyskiwania i odnawiania przestarzałych autobusów i autokarów z brytyjskich złomowisk, aby wykorzystać je jako pojazdy transportowe dla żołnierzy. Niektóre z nich były w użyciu jeszcze w czasie kampanii północnoafrykańskiej w 1942 roku .

2 czerwca dziekan katedry św. Pawła w Londynie Walter Matthews jako pierwszy nazwał ewakuację „Cudem z Dunkierki”: 

Pamiętano, że arcybiskup Canterbury ogłosił, że Dzień Modlitwy Narodowej może być punktem zwrotnym w wojnie i dla wielu było oczywiste, że Bóg odpowiedział na zbiorową modlitwę narodu „cudem z Dunkierki”. Dowód interwencji Boga był jasny dla tych, którzy chcieli go zobaczyć; pisano o spokojnych morzach i wysokiej mgle, która zakłócała celność niemieckich bombardowań

Marmurowy pomnik upamiętniający bitwę został wzniesiony pod Dunkierką po wojnie. Napis w języku francuskim jest tłumaczony jako: „Ku chwalebnej pamięci pilotów, marynarzy i żołnierzy armii francuskiej i alianckiej, którzy poświęcili swoje życie w bitwie pod Dunkierką w maju – czerwcu 1940 r.”
Zaginionych żołnierzy Brytyjskich Sił Ekspedycyjnych upamiętniono na cmentarzu w Dunkierce.

## „Dunkirk Spirit”

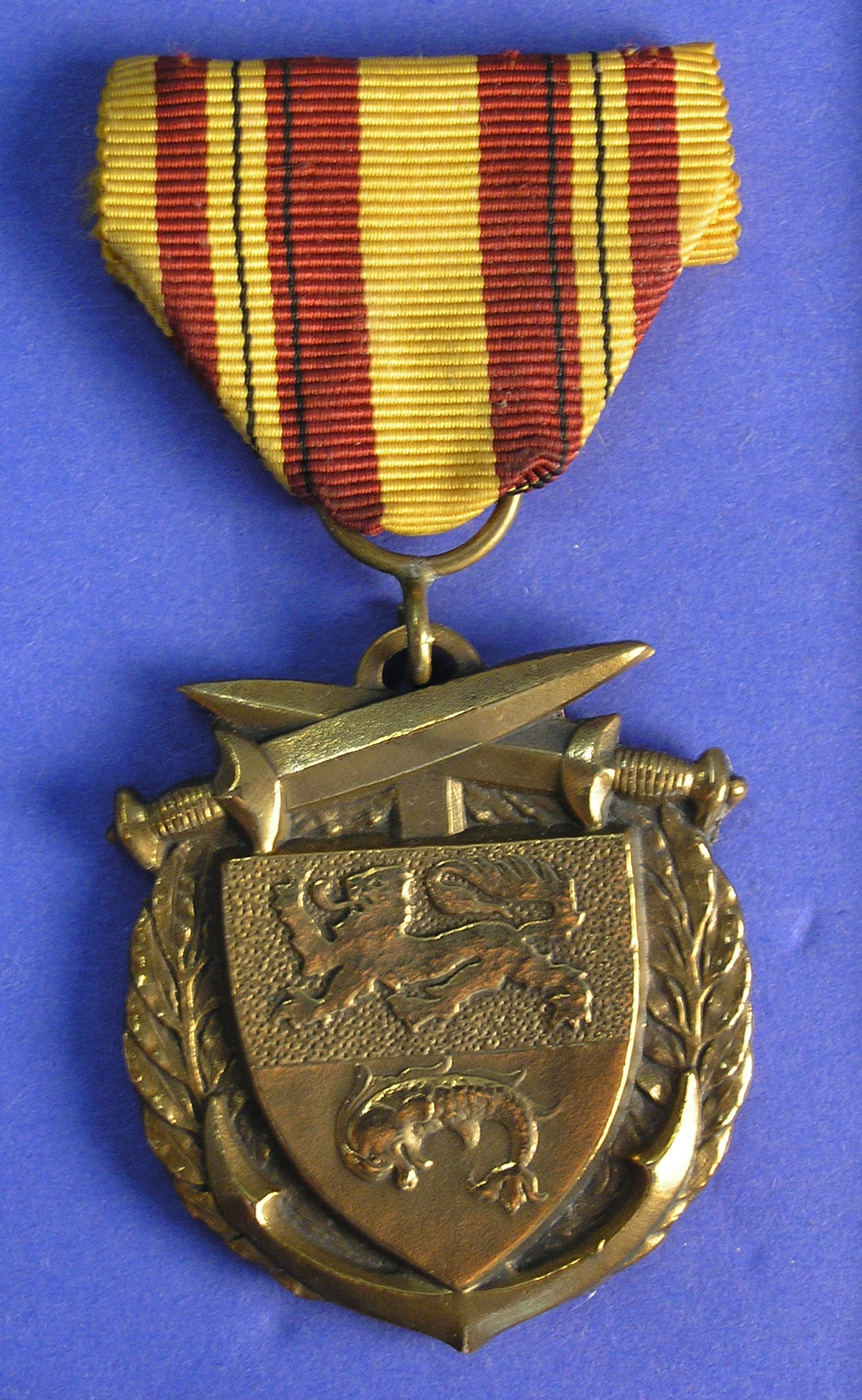
Medal Dunkierki

Brytyjska prasa bardzo efektywnie wykorzystała udaną ewakuację Dunkierki w 1940 r., a zwłaszcza rolę „małych statków Dunkierki”. Wiele z nich było statkami prywatnymi, takimi jak łodzie rybackie i wycieczkowce, ale do ewakuacji sił przyczyniły się również statki komercyjne, takie jak promy, w tym wiele z tak odległych miejsc, jak Wyspa Man, czy Glasgow. Te cywilne jednostki - prowadzone przez okręt wojenny po drugiej stronie kanału La Manche od ujścia Tamizy i od Dover - niebywale pomogły w ewakuacji. Będąc w stanie zbliżyć się do płycizn przy plaży o wiele bliżej niż okręty wojenne, „małe statki” działały jak promy wahadłowe, kursując do i od większych okrętów, podnosząc żołnierzy, którzy stali w kolejce do ewakuacji, wielu czekając w wodzie po ramiona przez wiele godzin. Termin „duch Dunkierki” (ang. „Dunkirk Spirit”) odnosi się do solidarności narodu brytyjskiego w czasach kryzysu.

## Medal Dunkierki
Pamiątkowy Medal Dunkierki został ustanowiony w 1960 r. przez Francuskie Narodowe Stowarzyszenie Weteranów Ufortyfikowanego Sektora Flandrii i Dunkierki w imieniu miasta Dunkierka. Medal początkowo był przyznawany tylko francuskim obrońcom miasta, ale w 1970 r. grono kwalifikujących się zostało rozszerzone również o siły brytyjskie, które służyły w sektorze Dunkierki i siły ratownicze, w tym cywilów, którzy zgłosili się do obsadzenia „małych statków”. Odznaka medalu wykonanego z brązu pokazuje na awersie herb miasta Dunkierka, a na rewersie napis „Dunkierka 1940”.